# Петров, Станислав Евграфович
Станисла́в Евгра́фович Петро́в (7 сентября 1939, Черниговка, Черниговский район, Приморский край — 19 мая 2017, Фрязино, Московская область) — советский офицер, предотвративший 26 сентября 1983 года потенциальную ядерную войну после ложного срабатывания системы предупреждения о ракетном нападении со стороны США.
Подполковник в отставке. Выпускник Киевского высшего инженерного радиотехнического училища, инженер-аналитик.

## Ранняя жизнь
Родился 7 сентября 1939 года. В 1957 году поступил в радиотехническое училище ПВО, по окончании которого служил в войсках ПВО на должностях, связанных с обслуживанием и ремонтом радиолокационных систем. В период 1967—1972 годов был слушателем Киевского высшего инженерного радиотехнического училища ПВО. С 1973 года проходил службу в Серпухове-15.

## Известность
В ночь на 26 сентября 1983 года подполковник Станислав Петров был оперативным дежурным на командном пункте космической системы обнаружения стартов ракет в Серпухов-15 (100 км от Москвы). В это время холодная война находилась на своём пике: всего за три с половиной недели до того Советским Союзом был сбит нарушивший границу южнокорейский пассажирский «Боинг-747». На КП поступала информация от принятой на вооружение годом раньше космической системы раннего предупреждения «Око».
Во время дежурства Петрова 26 сентября система сообщила о запуске межконтинентальных баллистических (МБР) ракет с американской базы. Проанализировав информацию («запуски» были произведены лишь из одной точки и состояли всего из нескольких МБР) и донесения «визуальщиков» — офицеров, отслеживающих воздушное и космическое пространство на экранах видеоконтрольных устройств и не зафиксировавших стартов каких-либо ракет, подполковник Петров решил, что это ложное срабатывание системы, и передал соответствующее оповещение по цепочке командованию. Командующий войсками противоракетной и противокосмической обороны генерал-полковник Юрий Всеволодович Вотинцев, прибыв на КП, доложил о ложном срабатывании системы главкому Войск ПВО страны, а также министру обороны Д. Ф. Устинову.
По мнению главного научного сотрудника ИМЭМО Владимира Дворкина, оценивая поступок С. Е. Петрова и придавая ему такую значимость, «практически никто не подчеркивал ключевого фактора в принятии решения о запусках ракет: такое решение могло быть принято исключительно на основании информации от второго эшелона СПРН, то есть данных наземных радиолокаторов (РЛС), определяющих масштаб, траектории ракет и цели, по которым и формируется сигнал „Ракетное нападение“. И если бы даже Верховный Главнокомандующий сидел на „ядерном чемоданчике“, он никогда не принимал бы катастрофических решений по информации „Старт ракет“ от космического эшелона».

## После событий
Из-за болезни жены Петров вышел в отставку в 1984 году в звании подполковника и поселился в подмосковном Фрязине, где и жил вплоть до своей смерти. Его жена Раиса умерла от рака в 1997 году.
Из-за военной секретности и по политическим соображениям действия Петрова стали известны широкой общественности только в 1991 году, когда в еженедельнике «Совершенно секретно» был опубликован очерк журналиста Дмитрия Лиханова о подвиге С. Е. Петрова, написанный на основе интервью генерал-полковника Ю. В. Вотинцева (во время описываемых событий — командующий Войсками противоракетной и противокосмической обороны ПВО МО СССР), состоявшегося в конце 1990 года. Впоследствии Ю. В. Вотинцев отразил события и в своих собственных воспоминаниях:
... 1983 года по информации, поступившей с борта космического аппарата командному пункту этой системы, был сделан ложный вывод о массовом старте ракет с территории США. Нетрудно представить, перед принятием какого решения могло было быть поставлено руководство страны и Вооружённых Сил. Причина — недоработка боевой программы для условий повышенной солнечной активности. К счастью, в то время обязанности оперативного дежурного на командном пункте системы выполнял настоящий профессионал, заместитель начальника отдела боевых алгоритмов и программ подполковник-инженер С. Е. Петров. Мгновенно проанализировав и оценив обстановку и ситуацию, он не допустил выдачи ложной информации на командный пункт системы предупреждения о ракетном нападении.Юрий Всеволодович Вотинцев, Неизвестные войска исчезнувшей сверхдержавы — Военно-исторический журнал — 1993 — № 10
В 1999 году житель Оберхаузена Карл Шумахер, прочтя короткую заметку о Петрове, опубликованную в Bild, по личной инициативе узнал адрес Станислава Евграфовича и приехал к нему домой, чтобы поблагодарить за предотвращение потенциальной ядерной войны. Шумахер также пригласил Петрова посетить Оберхаузен, что и состоялось 6 месяцев спустя. Во время двухнедельного пребывания в городе Петров давал интервью местным телеканалам.

## Смерть
Станислав Петров умер 19 мая 2017 года в возрасте 77 лет. Журналист Дмитрий Лиханов сообщил об этом в своём аккаунте в Facebook 23 мая, но тогда это сообщение не вызвало резонанса. Новый очерк о Петрове вышел в журнале «Родина» в августе. 14 сентября 2017 года региональная немецкая газета Westdeutsche Allgemeine Zeitung сообщила о смерти Петрова со ссылкой на Карла Шумахера, получившего эту новость от членов семьи Станислава Евграфовича. 16 сентября о смерти Петрова написали латвийское русскоязычное интернет-издание Meduza и итальянская газета Corriere della Sera. 18 сентября вышли публикации в The New York Times и Би-би-си.

## Награды
- 19 января 2006 года в Нью-Йорке в Штаб-квартире ООН Станиславу Петрову была вручена специальная награда международной общественной организации «Ассоциация граждан мира». Она представляет собой хрустальную статуэтку «Рука, держащая земной шар» с выгравированной на ней надписью «Человеку, который предотвратил ядерную войну».
- 24 февраля 2012 года в Баден-Бадене Станиславу Петрову вручена премия в области немецких СМИ за 2011 год.
- 17 февраля 2013 года стал лауреатом Дрезденской премии, присуждаемой за предотвращение вооружённых конфликтов (25 000 евро).

## Упоминание в произведениях
- В 2014 году вышел посвящённый Станиславу Петрову документально-художественный фильм датского режиссёра «Человек, который спас мир»[18]. Подвигу Станислава Петрова предшествовал подвиг Василия Архипова и в 2012 году вышел документальный фильм «Василий Архипов. Человек, который спас мир»[19].
- Вольная версия биографии Станислава Петрова излагается в первой серии американского научно-фантастического сериала Pioneer One.
- Подвиг Петрова был описан игровыми персонажами в компьютерной игре Metal Gear Solid V: The Phantom Pain, события которой разворачиваются в 1984 году[20].
- 18 января 2021 года Джордж Роджер Уотерс — британский рок-музыкант и один из основателей группы Pink Floyd — опубликовал новую версию песни «The Gunner’s Dream», посвятив её Станиславу Петрову: «За год до того, как Станислав спас мир, в 1982 году, я написал песню „The Gunner’s Dream“. Страшно думать, что если бы Станислав не оказался в нужном месте в нужное время, никого из нас не было бы в живых. Никто, кому сейчас меньше 37 лет, вообще не появился бы на свет»[21].
- 8 декабря 2022 года на канале «Редакция» вышел документальный фильм, посвящённый Станиславу Евграфовичу Петрову[22].